# Coumba Gawlo

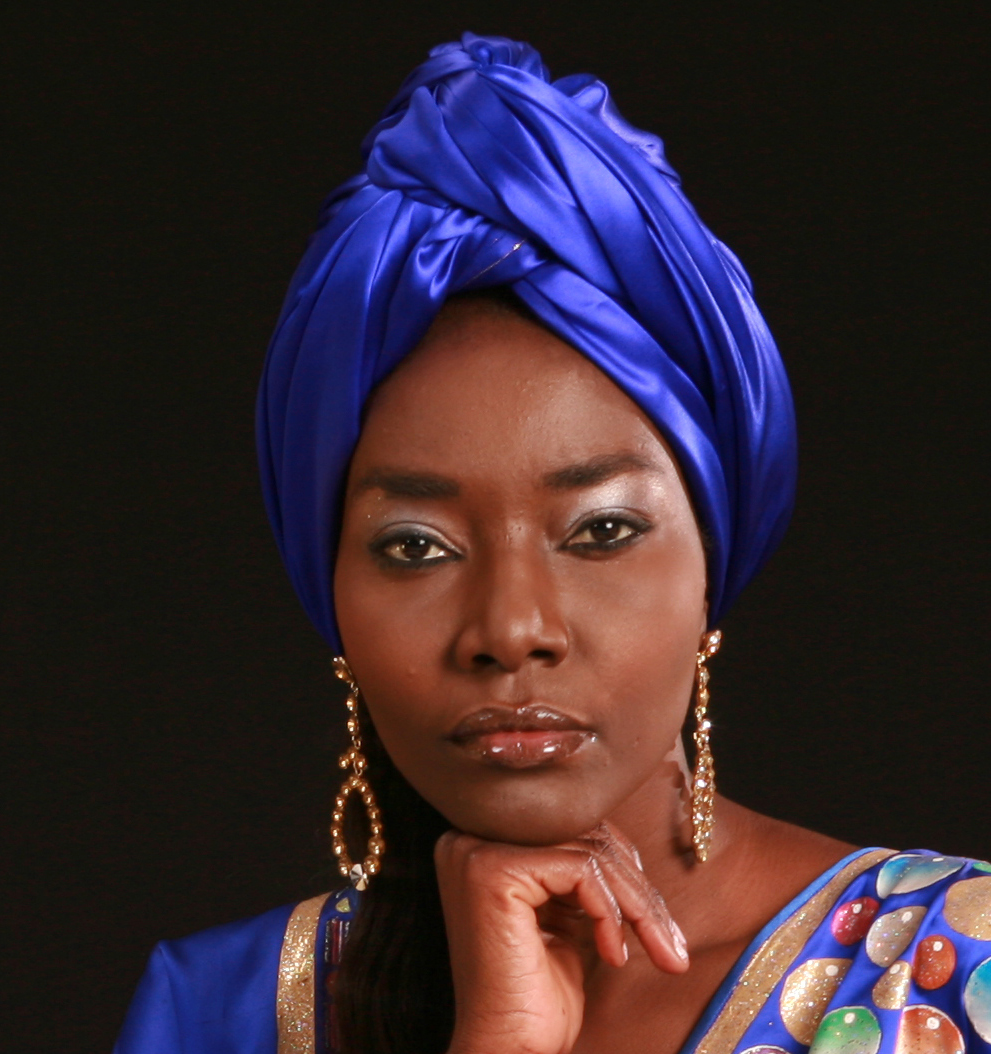
Coumba Gawlo Seck

Coumba Gawlo, auch Coumba Gawlo Seck, (* 1972  in Thiès in Senegal) ist eine Griot‐Sängerin.

## Leben
Coumba Gawlo ist die Tochter der Griot‐Sängerin Fatou Kiné Mbaye. Sie gewann im Alter von 14 Jahren den Wettbewerb Voix d'or du Sénégal im Centre Culturel Blaise Senghor mit dem Lied Soweto, das ihr Vater als Hommage an Nelson Mandela und als Aufschrei gegen die Apartheid geschrieben hatte. Achtzehnjährig wurde sie von Ibrahima Sylla, dem Gründer des französisch-afrikanischen Musiklabels Syllart, entdeckt.
Sylla produzierte 1990 ihr erstes Album Seytané. 1998 erhielt sie für Yo Malé eine Goldene Schallplatte in Frankreich und eine Goldene Schallplatte in Belgien. 1999 und 2001 wurde sie bei den Kora Awards ausgezeichnet.

## Soziales Engagement
Coumba Gawlo war als Botschafterin des guten Willens für das Entwicklungsprogramm der Vereinten Nationen tätig und als nationale Botschafterin des guten Willens für den Hohen Flüchtlingskommissar der Vereinten Nationen. 1999 trat sie bei Les Enfoirés zugunsten der französischen Sozialeinrichtung Les Restos du Cœur auf.

## Diskografie
- 1990 Seytané
- 1991 Xalis
- 1992 Accident
- 1994 Deweneti
- 1995 Kor Dior
- 1996 Aldiana
- 1996 Coumba Gawlo
- 1997 Amine
- 1998 Yo Malé
- 1998 Fa Fa Fa Fa Fa
- 1999 Pata Pata
- 2000 Sa Líí Sa Léé
- 2001 Crazy Mbalax
- 2002 Ma Yeur Li Nga Yor
- 2003 Gawlo & Diego
- 2004 Takussan: Live in Dakar 1 et 2
- 2005 Dewenëty Show
- 2006 Dieureudieuf
- 2010 Ma Djinn
- 2013 23 ans de succès
- 2015 Sen Gawlo yeksina
- 2018 Terrou Waar